# کامیانکا
کامیانکا (به روسی: Кам'янка) شهری در استان چرکاسی در کشور اوکراین واقع شده‌است. جمعیت این شهر ۱۱,۱۴۶ نفر (۲۰۲۱ تخمینی)است.

## نگارخانه

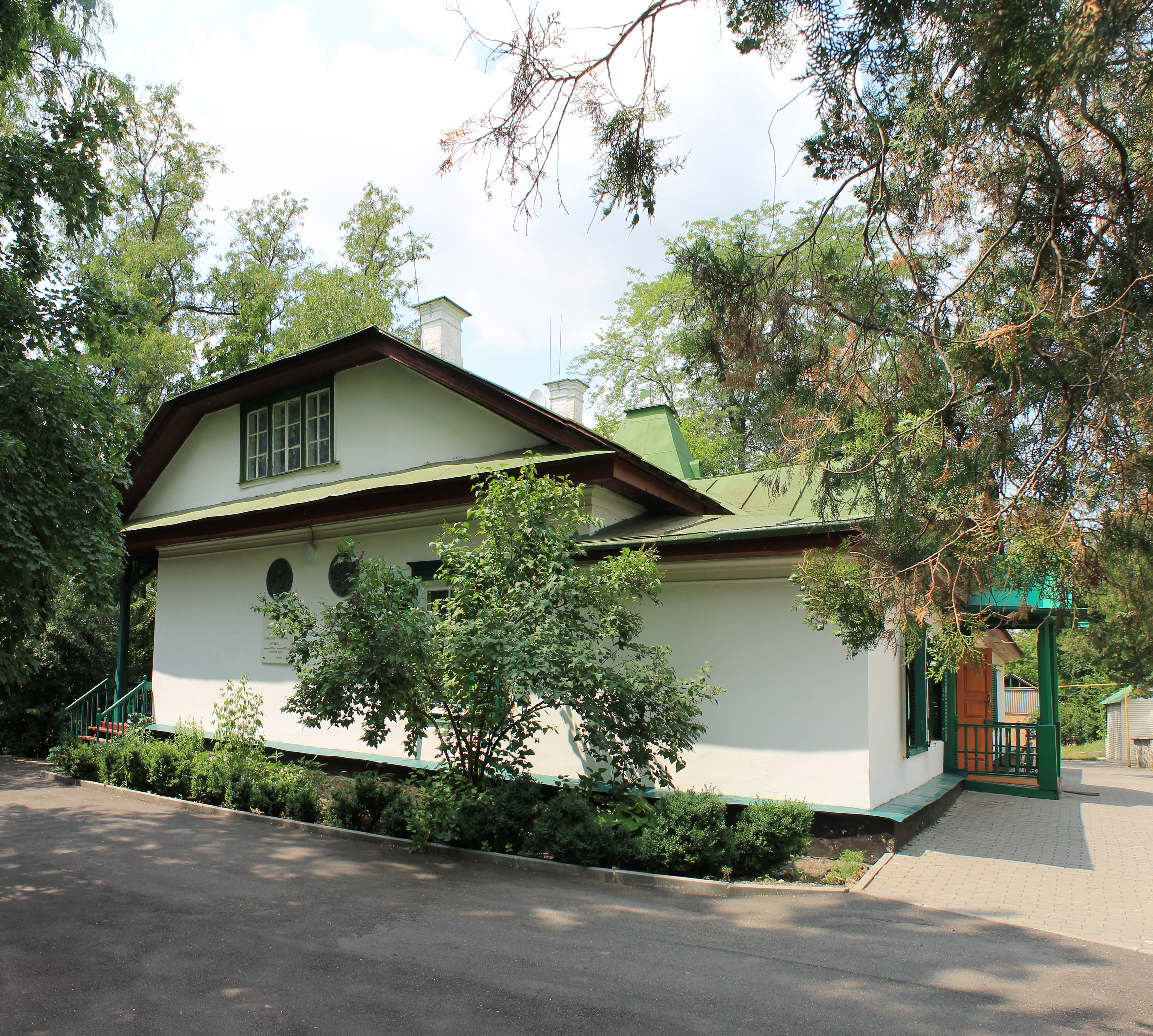
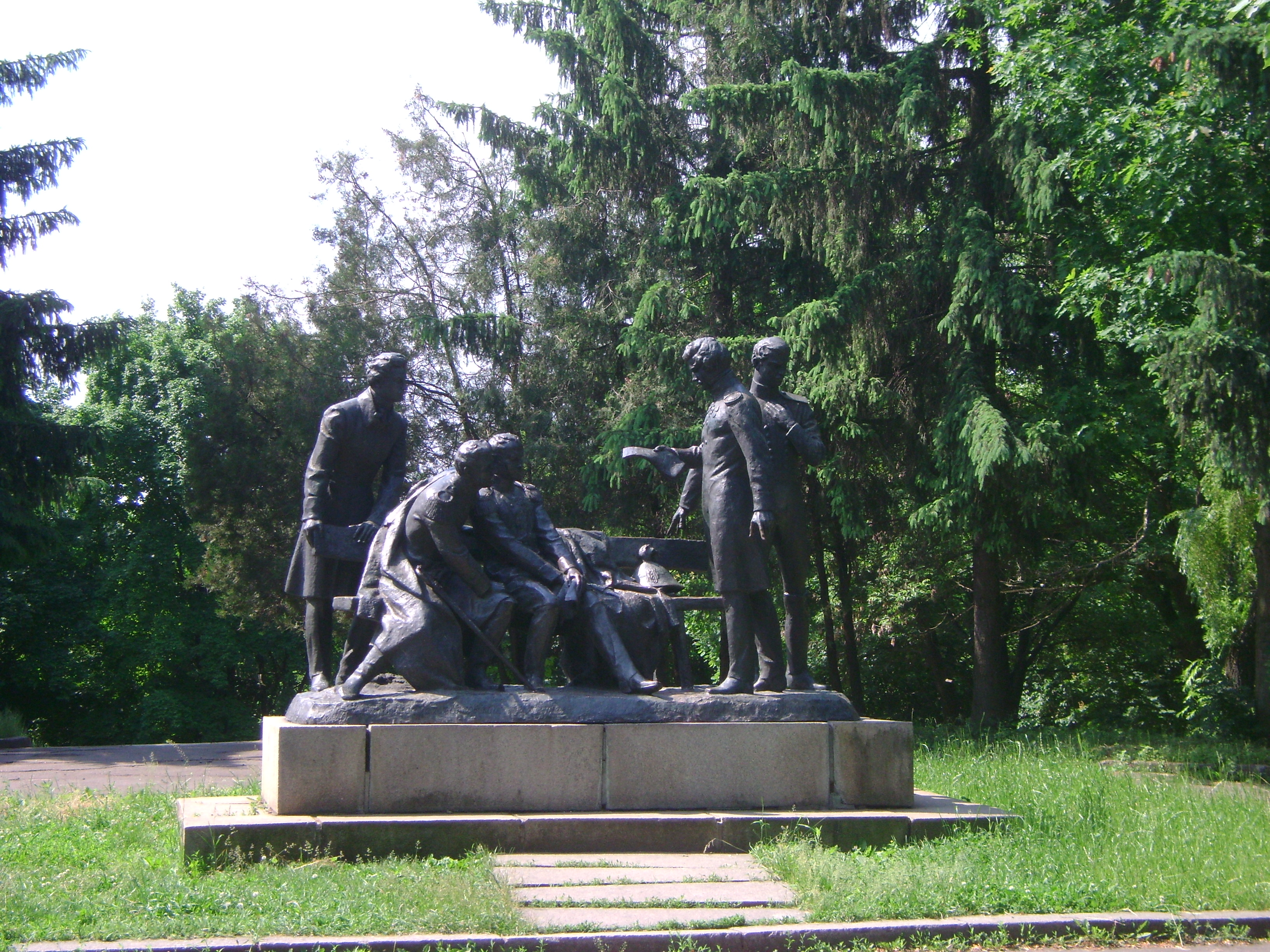
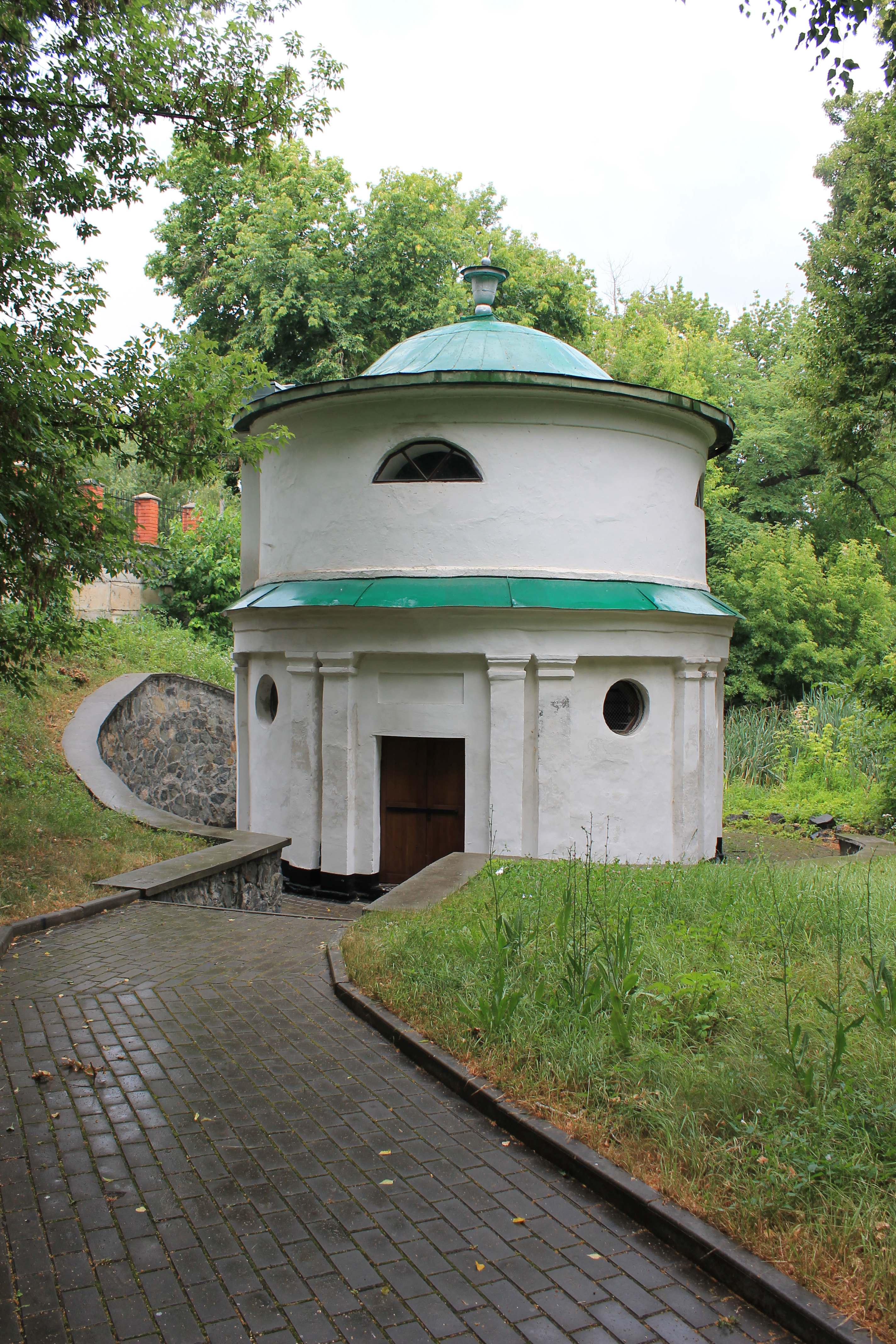
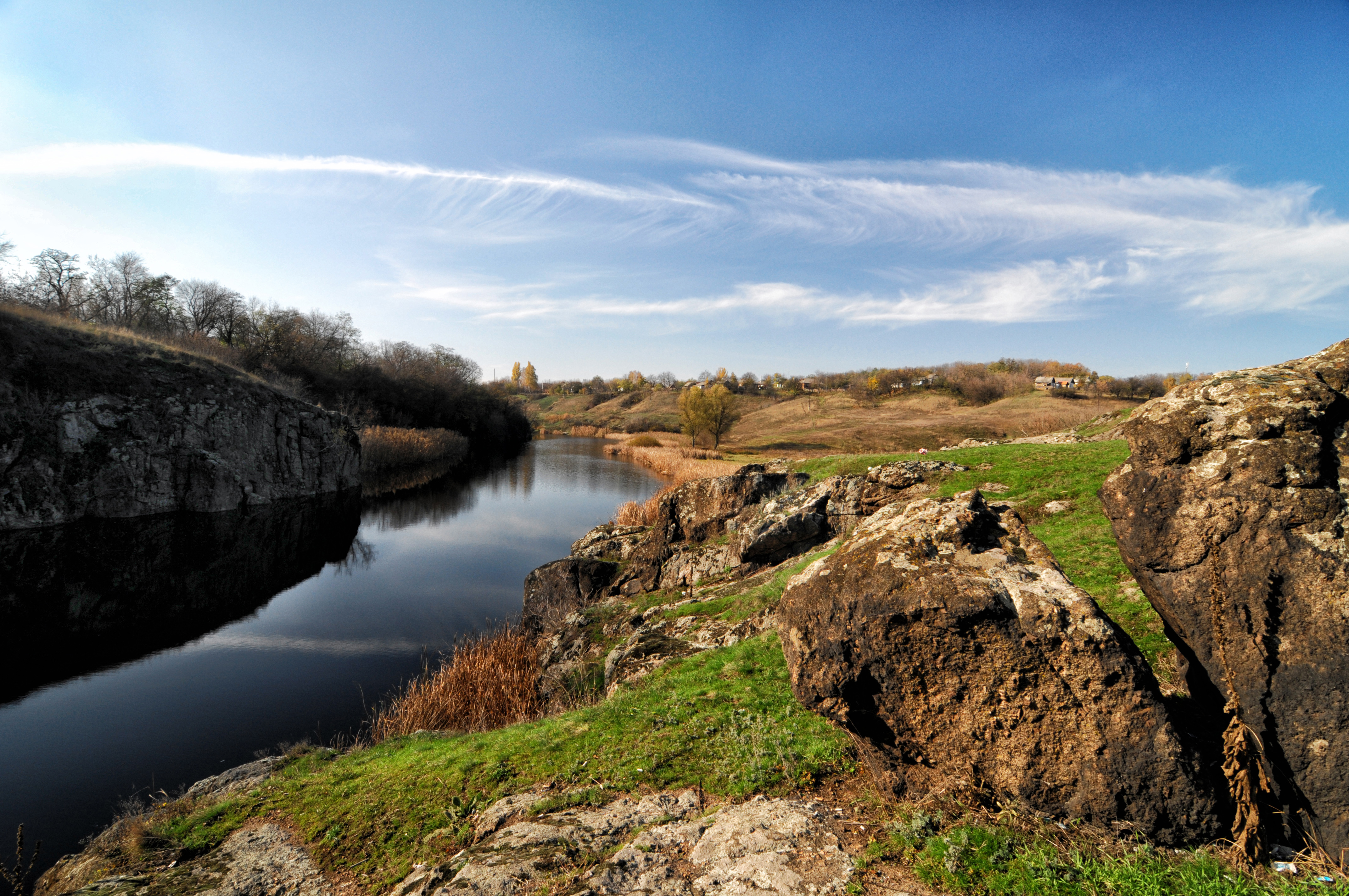
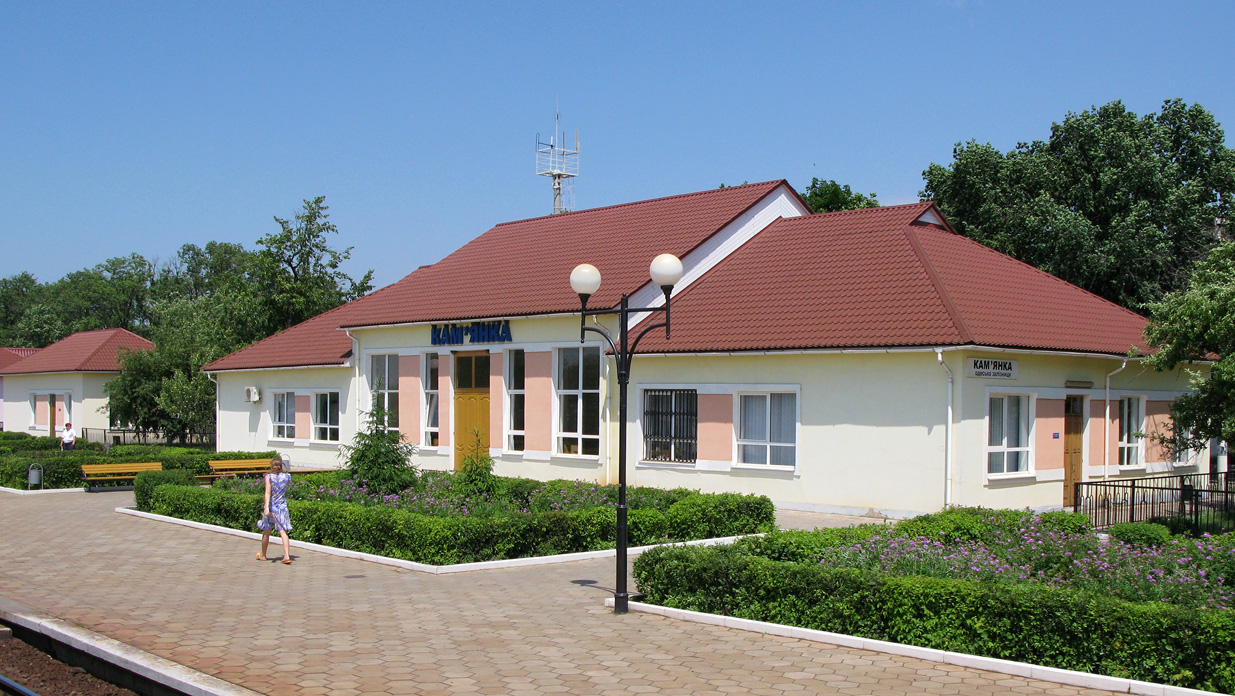